# Andrzej Józef Ziółkowski
Andrzej Józef Ziółkowski – polski inżynier, doktor habilitowany nauk inżynieryjno-technicznych.

## Życiorys
W 2011 r. ukończył studia mechaniki i budowy maszyn w Politechnice Poznańskiej, w 2016 r. obronił pracę doktorską pt. Zwiększenie efektywności spalinowego układu napędowego przez zastosowanie generatora termoelektrycznego, której promotorem był prof. Jerzy Merkisz, w 2021 r. habilitował się na podstawie pracy zatytułowanej Empiryczna ocena możliwości ograniczenia emisji zanieczyszczeń i zużycia paliwa z pojazdów napędzanych silnikami spalinowymi.
Został zatrudniony w Politechnice Poznańskiej i w Instytucie Gospodarki Surowcami Mineralnymi i Energią PAN.
Należy należy do Rady Dyscypliny Naukowej - Inżynierii Lądowej i Transportu PP.